# 7735 Скорцеллі
7735 Скорцеллі (7735 Scorzelli) — астероїд головного поясу, відкритий 31 жовтня 1980 року.
Тіссеранів параметр щодо Юпітера — 3,308.